# Andrzej Solecki (architekt)
Andrzej Tadeusz Solecki (Ostoja-Solecki) herbu Ostoja (ur. 7 stycznia 1923 we Lwowie, zm. 30 marca 1994 w Krakowie) – polski architekt i urbanista, wykładowca Akademii Rolniczej w Krakowie.

## Życiorys
W 1939 roku zdał „małą maturę” w VIII Gimnazjum im. Króla Kazimierza Wielkiego we Lwowie, a w 1941 roku ukończył tamtejsza Szkołę Średnią nr 14. Po ataku Niemiec na ZSRR w 1941 pracował jako pomocnik murarski, jednocześnie studiując w latach 1941–1944 budownictwo w Szkole Technicznej, a następnie w Staatliche Technische Institut (od 1943 – Staatliche Technische Fachkurse).
W maju 1944 roku wraz z rodziną opuścił Lwów i zamieszkał w Brodach, gdzie do końca wojny pracował w tartaku. Po zakończeniu walk podjął studia na Wydziale Architektury Akademii Górniczo-Hutniczej w Krakowie, które ukończył w 1950 roku. Jeszcze podczas studiów pracował jako wolontariuszu w Zakładzie Historii Kultury Polskiej AGH, kierowanym przez Witolda Dalbora oraz przy pomiarach inwentaryzacyjnych szałasów pasterskich w Tatrach i architektury sakralnej w powiecie jędrzejowskim. W 1948 roku przeniósł się do Warszawy, gdzie pracował najpierw w Spółdzielni Architektoniczno-Inżynieryjnej (ul. Nowy Świat 2), a po zakończeniu studiów otrzymał przydział do Ministerstwa Gospodarki Komunalnej, gdzie został zatrudniony najpierw w Departamencie Budownictwa Mieszkaniowego, a od 1951 roku – w Centralnym Biurze Studiów i Projektów Budownictwa Komunalnego. W 1952 roku powrócił do Krakowa, gdzie pracował kolejno w tamtejszym oddziale CBSiPBK (do 1954), Biurze Projektów Spichrzów i Młynów (1954–1958) oraz Spółdzielni Inżynieryjno-Technicznej "Ekonomika Budowlana" (1958–1962). W międzyczasie uczestniczył w zajęciach szkoły letniej Uniwersytetu Oksfordzkiego (1957) oraz otrzymał uprawnienia kierownika robót budowlanych (1959).
Od października 1958 roku był pracownikiem naukowym Wyższej Szkoły Rolniczej w Krakowie (późn. Akademii Rolniczej). W 1967 roku uzyskał na tej uczelni stopień doktora nauk technicznych (rozprawa napisana pod kierunkiem prof. Andrzeja Rzymkowskiego), a w 1979 roku uzyskał habilitację. Podczas pracy na uczelni pełnił funkcje: kierownika Zakładu Planowania Przestrzennego Wsi (1981), kierownika Zakładu Geodezyjnego Urządzania Terenów Wiejskich (1982–1993) oraz prodziekana Wydziału Melioracji Wodnych z Oddziałem Geodezji Urządzeń Rolnych (1984–1987). W 1990 roku otrzymał tytuł profesora nadzwyczajnego uczelni. Ponadto wykładał na Uniwersytecie Ludowym w Wierzchosławicach (1965), Politechnice Krakowskiej (1982–1988), Szkole Wiedzy o Terenie przy AR w Krakowie (1992–1993) oraz na studiach podyplomowych Akademii. Współpracował z zagranicznymi uczelniami, m.in. w Liège i Nowym Jorku.
W swej pracy zawodowej zajmował się zagadnieniami związanymi z architekturą i zagospodarowaniem polskich Karpat, w tym m.in. zagospodarowaniem przestrzennym polskiej Orawy, Podgórek Tynieckich i Tyńca, zabudowa polan pasterskich w Tatrach oraz osadnictwem w Pieninach i Gorcach. Opublikował ponad 40 prac i artykułów naukowych z tej dziedziny oraz był autorem kilkudziesięciu ekspertyz z dziedziny architektury. W 1952 roku wraz z ojcem Tadeuszem Soleckim napisał nieopublikowany podręcznik pt. "Budownictwo wiejskie". W latach 1970–1975 był członkiem kolegium redakcyjnego czasopisma "Teki Komisji Urbanistyki i Architektury". 
Był biegłym w zakresie architektury i urbanistyki Sądu Wojewódzkiego w Krakowie (od 1960 roku), Prezydium Rady Narodowej miasta Krakowa (1966–1975) oraz wojewody krakowskiego (1973–1975). Od 1953 roku należał do krakowskiego Oddziału Stowarzyszenia Architektów Polskich, w którym w latach 1960–1980 przewodniczył Sekcji Planowania i Architektury Wsi. Należał również do Oddziału Towarzystwa Urbanistów Polskich w Krakowie (od 1964 roku) oraz Komisji Urbanistyki i Architektury Oddziału PAN w Krakowie (od 1969 roku). Działał w Społecznym Komitecie Odnowy Zabytków Krakowa (1979–1982), a w 1991 roku założył firmę ARGEO s.c., zajmującą się opiniowaniem architektoniczno-geodezyjnym.

### Nagrody i odznaczenia
- Krzyż Kawalerski Orderu Odrodzenia Polski (1988)
- Złoty Krzyż Zasługi (1966)
- Medal 40-lecia Polski Ludowej (1984)
- Medal 100-lecia Akademii Umiejętności (1973)
- Złota Odznaka SARP (1972)
- Srebrna Odznaka SARP (1966)
- Złota Odznaka "Zasłużony dla Ziemi Krakowskiej" (1988)
- nagroda indywidualna III st. ministra nauki i szkolnictwa wyższego
- nagroda zespołowa III st. ministra administracji, gospodarki terenowej i ochrony środowiska za projekt centrum gminy Skierbieszów (1980)
- nagroda zespołowa III st. Rektora Akademii Rolniczej w Krakowie (1980)

### Rodzina
Był synem architekta Tadeusza Soleckiego i Janiny z Pazirskich, primo voto Błockiej (1892–1946) – wdowy po malarzu Włodzimierzu Błockim. Był żonaty z Anną Eker z d. Wacięga, z którego to małżeństwa nie miał dzieci. Został pochowany na cmentarzu Rakowickim w Krakowie.